# Antoni z Napachania
Antoni z Napachania (ur. 1494, zm. 1561) – polski profesor, pisarz apologetyczny, kapelan i kaznodzieja. Rektor Akademii Krakowskiej. Propagator twórczości Erazma z Rotterdamu. Nauczyciel Stanisława Orzechowskiego.

## Życiorys
Syn sołtysa ze wsi Napachanie pod Poznaniem. Immatrykulował się w Akademii Krakowskiej w półroczu zimowym 1511/1512. W 1513 uzyskał stopień bakałarza, a w 1519 magistra sztuk wyzwolonych. Od 1552 trzykrotnie pełnił funkcję rektora Akademii Krakowskiej, po przyjęciu święceń kapłańskich był kapelanem i kaznodzieją nadwornym Zygmunta Augusta.
Był autorem podręczników, znawcą języka i kultury greckiej, zwolennikiem humanizmu. Ogłosił pierwszą w języku polskim pracę teologiczną w obronie religii katolickiej Enchiridion.